# Sankthansurt
Sankthansurt (Hylotelephium telephium) er en 30-60 cm høj urt, der i Danmark vokser på stengærder, overdrev og skrænter. Planten er sukkulent og kan danne nye planter fra afrevne blade. Ildfuglen og andre insekter suger nektar fra sankthansurtens blomster i august-september.

## Beskrivelse
Sankthansurt er en flerårig urt med tueformet, opret vækst. Stænglen er ofte rødlig eller rødprikket. Bladene sidder spredt, og de tykke og ovale til omvendt ægformede med rundtakket rand. Begge bladsider er lysegrønne og helt hårløse. Blomstringen foregår i august-september, hvor man ser blomsterne sidde samlet i en endestillet, halvskærmformet top af gaffelkvaste. De enkelte blomster er regelmæssige og 5-tallige med gulgrønne kronblade. Frugterne er bælgkapsler med mange frø.
Rodnettet består af en kort, kraftig jordstængel og et bundt opsvulmede birødder, som bærer et trævlet rodnet.
Højde x bredde og årlig tilvækst: 0,40 x 0, 30 m (40 x 30 cm/år).

## Voksested
Sankthansurt er udbredt i Kaukasus, Centralasien, Østasien, Sibirien og Europa, herunder også i Danmark, hvor den findes i hele landet på stengærder, tørre skrænter, overdrev og strande. Arten er nemlig knyttet til lysåbne voksesteder med tør, veldrænet jord, som er kalkholdig, men næringsfattig.
Ved Tversted Klitplantage findes arten på sandet, tør bund (gamle klitter) sammen med bl.a. ene, alm. høgeurt, alm. kohvede, bjergrørhvene, markfrytle, sandstar, vellugtende gulaks og vortebirk

## Underarter
- Rød sankthansurt (Hylotelephium telephium subsp. telephium) – med purpurrøde blomster findes forvildet hist og her i Danmark, ofte nær bebyggelse
- Almindelig sankthansurt (Hylotelephium telephium subsp. maximum) – med gulgrønne blomster findes almindeligt i Danmark i egekrat, på stengærder, overdrev, skrænter og strandvolde.

- Kimplanter, ét og to år gamle (Warming 1884)

## Note
1. ↑  Mikkel R. Andersen & Heidi M. Thomsen: Lokalitetsanalyse. Tversted Klitplantage, Eskær Skov og Kalmer Rimmer (Webside ikke længere tilgængelig)